# 建都之议
建都之议是明朝初期洪武年间，明廷关于定都去向的争论。

## 过程

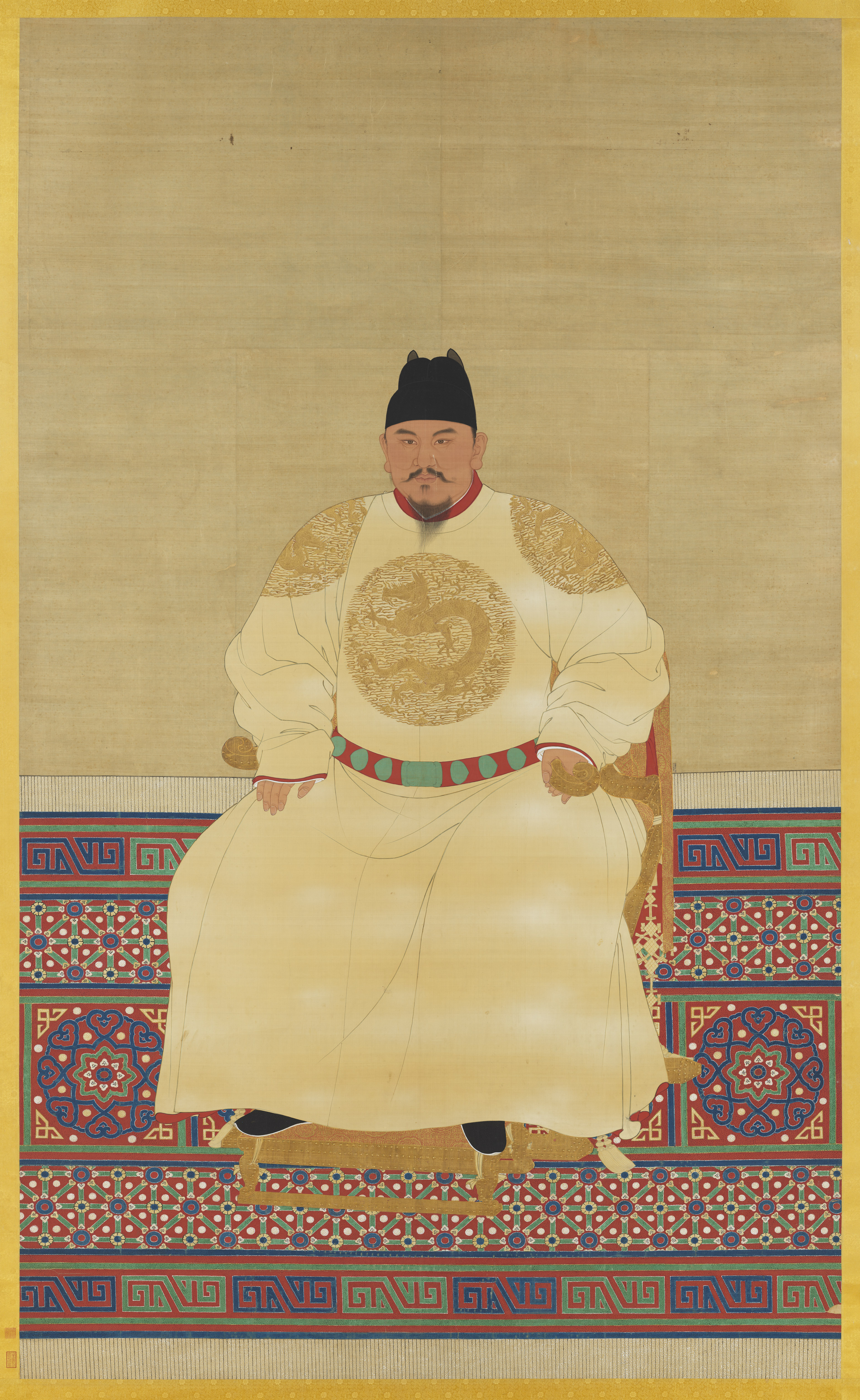
对于明初定都不定的明太祖朱元璋。

洪武元年（1368年），明太祖朱元璋下诏以汴梁开封府为北京，以金陵（应天府）为南京，效仿周唐的两京故事。将金陵定为明朝国都。定都金陵的主要原因有：天下的財政多匯聚於东南，而金陵则为税赋汇集之地。同时，金陵有朱元璋为吴王时期所奠定的宫阙基础，而且明朝的开国元勋多为江淮子弟，不愿遠別故鄉。但此后朝廷仍对建都之事多有争论 。
洪武二年（1369年），朱元璋又在故乡凤阳营建中都，同时下令江南富豪移民中都。但是开封和凤阳都是久经战乱、破败不堪，难以承担京师的重任，朱元璋于是放弃了迁都这两处的打算。
洪武十一年（1378年），朱元璋下诏改南京为京师，至此建都地点才得以确定。然而为了控制北部边防，朱元璋仍有迁都之念。且由于南京皇宫是填湖所建，建成之后因地表下沉逐渐形成南高北低的态势，在风水上被视为是不祥的征兆。洪武二十四年（1391年），朱元璋派遣太子朱标考察关中地区，为迁都西安作准备，但第二年朱标病逝，沉重地打击了朱元璋，加上其年事已高，令其不愿再劳师动众地更换京師 。
但至洪武后期，建都问题仍是朝廷的重要议题。直到永乐年間，明成祖朱棣決定迁都到燕都順天府（今日北京）后，这一争议才停止。

## 后续
虽然朱元璋没有迁都，但是鉴于北方的形勢还是作了一系列的布置和预备：發動北伐進攻元顺帝，持續對抗北元勢力，並让大将徐达和自己的第四子朱棣驻守在北京以作應對。